# Atrichopogon gressitti
Atrichopogon gressitti är en tvåvingeart som beskrevs av Tokunaga 1959. Atrichopogon gressitti ingår i släktet Atrichopogon och familjen svidknott. Inga underarter finns listade i Catalogue of Life.